# 馬特魯港
馬特魯港（羅馬化：Marsā Maṭrūḥ, IPA：[ˈmæɾsæ mɑtˤˈɾuːħ]）是埃及的城鎮，也是馬特魯省的首府，位於該國西北部，距離亞歷山大港240公里，海拔高度30米，受地中海氣候影響，每年平均降雨量107毫米，2005年人口68,339。
馬特魯港在第二次世界大战中扮演了重要的角色，英國陸軍的巴古什箱堡垒位於城市東部。 1936年2月，從原富卡鐵路終點站的延伸工程竣工，馬特魯港成為穿過阿拉曼的單軌鐵路的終點站。馬特魯港是第二次世界大戰期間英國重要的軍事基地，也是埃爾温·隆美爾元帅的非洲軍團的主要目標，德军在之后的馬特魯港戰役中佔領了該基地。
1. 1 2 3  . citypopulation.de.   [17 June 2023]. （原始内容存档于2023-10-03）. （页面存档备份，存于）